# Vaspör
Vaspör là một thị trấn thuộc hạt Zala, Hungary. Thị trấn này có diện tích 13,45 km², dân số năm 2010 là 391 người, mật độ 29 người/km².